# IC 4042
IC 4042 је спирална галаксија у сазвјежђу Береникина коса која се налази на листи објеката дубоког неба у Индекс каталогу.
Деклинација објекта је + 27° 58' 18" а ректасцензија 13h 0m 42,7s. Привидна величина (магнитуда) објекта IC 4042 износи 14,3 а фотографска магнитуда 15,3. IC 4042 је још познат и под ознакама CGCG 160-255, DRCG 27-144, PGC 44808.